# Ліза Спаркс
Лі́за Спаркс (англ. Lisa Sparks, стилізовано як Lisa Sparxxx; нар. 6 жовтня 1977, Боулінг-Грін, Кентуккі, США) — американська порноакторка й кінорежисерка.

## Біографія
Народилася 6 жовтня 1977 року в Боулінг-Грін (штат Кентуккі, США). Закінчила Університет Кентуккі, отримавши ступінь магістра за спеціальністю мультимедіа. Для оплати навчання підробляла перукаркою. Після закінчення університету переїхала до Лос-Анджелеса, штат Каліфорнія.
Одружена з 1995 року.

### Порноіндустрія
У 2002 році створила свій сайт, де почала викладати матеріали порнографічного змісту. 
У жовтні 2004 року встановила у Варшаві світовий рекорд за кількістю сексуальних партнерів за малий проміжок часу. Вона вступила у сексуальні зв'язки з 919 чоловіками менш ніж за добу (за 22 години). Рекорд був встановлений під час фестивалю «Еротікон».
На 2012 рік знялася у 160 порнофільмах.